# John Wooley
John Steven Wooley (* 4. April 1949 in Saint Paul, Minnesota) ist ein US-amerikanischer Journalist und Autor. Er war an etwa 25 Büchern beteiligt, darunter Sachbüchern und Romanen. Zudem ist er als Musikjournalist in Oklahoma tätig.

## Leben
Der 1949 in Saint Paul geborene Wooley wohnt seit seinem fünften Lebensjahr in Oklahoma und wuchs in dem kleinen Ort Chelsea auf. Er studierte Ende der 1960er-Jahre an der Oklahoma State University und machte 1977 seinen Master in „Creative Writing“.
Im Jahr 1971 war er im Kontext des Vietnamkriegs auf einem US-Kriegsschiff. Auf diesem fungierte er als Programmdirektor und DJ der Radiostation des Schiffs. In den späten 1970er-Jahren kehrte er mit seiner neuen Frau in seine Heimat in Rogers County zurück und lehrte an einem College in Claremore.
Im Jahr 1969 begann er für das Radio KVRO, Rock-’n’-Roll-Musik aufzulegen. Später war er für KWPR, eine Radiostation aus Claremore, angestellt und hatte eine Show, die mittags ausgestrahlt wurde. In den späten 1980er-Jahren arbeitete er für KWGS, bevor es ihn 1991 gemeinsam mit dem Countrysänger Billy Parker zu KVOO zog, wo er für einige Jahre moderierte.
Im Jahr 1983 erlangte er eine Anstellung bei der Tageszeitung Tulsa World. Für diese berichtete er fortan regelmäßig aus dem Bereich der Country-Musik und begleitete in dieser Funktion unter anderem den Aufstieg von Größen wie Garth Brooks, Ronnie Dunn und Dwight Yoakam. Sein zweites Fachgebiet wurden Horrorfilme. Bis 2006 arbeitete er für die Zeitung. Des Weiteren ist er als Kolumnist für das Oklahoma Magazine tätig.
Neben seiner Tätigkeit als Journalist ist Wooley bereits in frühen Jahren als Autor fiktionaler Texte und Comics in Erscheinung getreten. Im Alter von 19 Jahren verkaufte er sein erstes Comicsktript an das Eerie-Magazin; auch in den folgenden Jahren blieb er diesem Genre treu. Ende der 1980er- und Anfang der 1990er-Jahre begann er vermehrt, Bücher zu veröffentlichen. Sein Horrorroman Old Fears, eine 1982 erstveröffentlichte Zusammenarbeit mit Ron Wolfe, wurde 1991 unter dem Titel Wer hat Angst vorm Schwarzen Mann? im Goldmann Verlag veröffentlicht. Darüber hinaus veröffentlichte er mehrere Sachbücher, die vor allem popkulturelle Themen behandelten. Seine Werke wurden ins Deutsche, Italienische, Japanische und ins Spanische übersetzt.
Des Weiteren wirkte Wooley bei mehreren Filmen als Drehbuchautor, unter anderem beim Fernsehfilm Dan Turner, Hollywood Detective aus dem Jahr 1990. Weiterhin produzierte er Dokumentationen und TV-Specials.
Wooley hatte auf drei Alben der Red Dirt Rangers Gastauftritte als Keyboardspieler. Im Jahr 2002 war er als Co-Autor an Gone Away, einer Single Steve Ripleys beteiligt. Zusammen mit Thomas Conner zeichnete er sich 2009 für den Einakter Time Changes Everything verantwortlich. Dieser handelte von einem fiktiven Treffen der Country- und Folklegenden Woody Guthrie und Bob Wills. In den Hauptrollen waren John Cooper und Brad Piccolo, Mitglieder der Red Dirt Rangers, zu sehen. Im Jahr 2003 wurde er als bislang einziger Autor in die Oklahoma Music Hall of Fame aufgenommen.
Wooley lebt in Chelsea, Oklahoma (Stand: 2014).

## Filmografie (Drehbuchautor)
- 1990: Dan Turner, Hollywood Detective
- 1999: Cafe Purgatory
- 2007: Bill Boyce: Money Actor

## Werke

### Romane
- 1982: Old Fears (mit Ron Wolfe), ISBN 978-0-531-09866-0
- 1989: Full Moon (mit Ron Wolfe), ISBN 978-0-425-11472-8
- 1992: Death's Door (mit Ron Wolfe), ISBN 978-0-440-21196-9
- 2000: Dark Within, ISBN 978-1-930709-08-9
- 2001: Awash in the Blood, ISBN 978-1-930709-35-5
- 2006: Ghost Band, ISBN 978-1-930709-51-5

### Sachbücher
- 1999: Forever Lounge (mit Thomas Conner), ISBN 978-1-58221-004-9
- 2000: How to Make It in the Music Business (mit Jim Halsey), ISBN 978-0-9673131-5-3
- 2003: Forgotten Horrors 3! Dr. Turner's House of Horrors (mit Michael H. Price und George E. Turner), ISBN 978-1-887664-37-0
- 2005: The Big Book of Biker Flicks: 40 of the Best Motorcycle Movies of All Time (mit Michael H. Price), ISBN 978-1-930709-45-4
- 2005: Voices from the Hill: The Story of Oklahoma Military Academy, ISBN 978-1-930709-55-3
- 2006: From the Blue Devils to Red Dirt: The Colors of Oklahoma Music, ISBN 978-1-930709-61-4
- 2007: Forgotten Horrors 4: Dreams That Money Can Buy, ISBN 978-1-887664-73-8
- 2011: Wes Craven: The Man and his Nightmares, ISBN 978-0-470-49750-0
- 2011: Forgotten Horrors Vol. 5: The Atom Age (mit Michael H. Price und Jan Alan Henderson), ISBN 978-1-4609-4942-9
- 2011: Shot in Oklahoma: A Century of Sooner State Cinema, ISBN 978-0-8061-4174-9
- 2011: Forgotten Horrors Comics & Stories (mit Michael H. Price und Jan Alan Henderson), ISBN 978-1-4637-2912-7
- 2011: The Miracle Squad (mit Terry Tidwell), ISBN 978-1-4662-1527-6
- 2013: Forgotten Horrors to the Nth Degree: Dispatches from a Collapsing Genre (mit Michael H. Price), ISBN 978-1-4819-8617-5
- 2013: Forgotten Horrors Vol. 6: Up from the Depths (Volume 6) (mit Michael H. Price und Jan Alan Henderson), ISBN 978-1-4811-6782-6

## Auszeichnungen
- 2001[9], 2007[10]: Finalist bei den Oklahoma Book Awards
- 2003: Aufnahme in die Oklahoma Music Hall of Fame
- 2009: Aufnahme in die Oklahoma Jazz Hall of Fame[3]
- 2009: Aufnahme in die Oklahoma Cartoonist Hall of Fame[4]